# عجمی (میانه)
عجمی یکی از روستاهای استان آذربایجان شرقی است که در دهستان بروان شرقی بخش ترکمان‌چای شهرستان میانه واقع شده‌است.